# Авентинская сецессия (XX век)
Авентинская сецессия — выход Итальянской социалистической партии из парламента после убийства Джакомо Маттеотти, названный в честь сецессий плебеев на Авентинский холм в Древнем Риме.

## Предпосылка
В 1923 году Закон Ачербо заменил пропорциональное представительство. Это означало, что самая крупная партия, получившая, по крайней мере, 25 % голосов, получает две трети мест в парламенте. После проведения выборов в апреле 1924 года Муссолини получил две трети голосов, что давало ему абсолютное большинство. После обвинений фашистов в приходе власти закулисными методами, политической коррупции и запугивании избирателей, лидер социалистов Джакомо Маттеотти был похищен и убит Америго Думини и другими представителями фашистской партии. Существует значительный спор среди историков по уровню участия в этом заговоре Муссолини и его партии.
В результате общественного резонанса после убийства Муссолини был вынужден уволить многих членов своего окружения, в том числе генерала Де Боно, начальника полиции и главу чёрнорубашечников. В конце июля 1924 года социалисты начали бойкот парламента, с тем чтобы заставить короля уволить Муссолини.

## Результат
Голосование об отстранении Муссолини без социалистов закончилось провалом. Король Виктор Эммануил III опасался роста насилия со стороны фашистских отрядов, и таким образом Муссолини остался на посту премьер-министра. Муссолини заявил, что социалисты утратили свои места, и партия была запрещена в начале 1925 года. В январе 1925 года Муссолини объявил диктатуру и начал ряд репрессивных мер, направленных на уничтожение оппозиции.
Авентинская сецессия только помогла Муссолини консолидировать власть, устранила парламентскую оппозицию и лишила короля любого повода для увольнения.